# Malte Borsdorf
Malte Borsdorf (* 15. November 1981 in Reutlingen) ist ein deutsch-österreichischer Schriftsteller. Er lebt in Flintbek, Schleswig-Holstein.

## Leben
Malte Borsdorf maturierte am Abendgymnasium Innsbruck. Anschließend studierte er zunächst an der Universität Innsbruck und Universität Wien Europäische Ethnologie und Philosophie mit dem Grad Magister artium und schloss danach an der Technischen Hochschule Köln ein Masterstudium der Bibliotheks- und Informationswissenschaft ab.
Borsdorf ist Vorsitzender des Verbandes deutscher Schriftsteller Schleswig-Holstein.

## Literarisches Werk
Malte Borsdorf veröffentlichte den Roman „Flutgebiet“, in dem er sich mit der Hamburger Sturmflut von 1962 auseinandersetzte. Der Roman war 2019 unter den drei Finalisten des Literaturpreis Alpha der Casinos Austria und Hauptbücherei Wien. 
Sein zweiter Roman "Frau Schebesta räumt die Welt auf" befasst sich mit der Freundschaft zweier Jugendlicher vor dem Hintergrund der Entschärfung einer Weltkriegsbombe. 

## Auszeichnungen und Nominierungen (Auswahl)
- Arbeitsstipendium Deutscher Literaturfonds (2024)
- Literaturstipendium der Kulturstiftung des Landes Schleswig-Holstein (2023)
- Mira-Lobe-Stipendium des Bundesministeriums für Unterricht, Kunst und Kultur, Wien (2023)
- DIXI Kinderliteraturpreis des Instituts für Jugendliteratur, Wien (2022)
- Literaturstipendium der Kunststiftung Baden-Württemberg (2016)
- Rom-Stipendium des Bundesministeriums für Unterricht, Kunst und Kultur (2014)
- Startstipendium für Literatur des Bundesministeriums für Unterricht, Kunst und Kultur (2013)

## Werke
- Flutgebiet. Roman. Salzburg: Müry Salzmann Verlag. 2019, 3. Auflage 2021. ISBN 978-3-99014-188-5.
- Frau Schebesta räumt die Welt auf. Roman. Salzburg: Müry Salzmann Verlag 2025. ISBN 978-3-99014-269-1.